# تابوت اسکندر

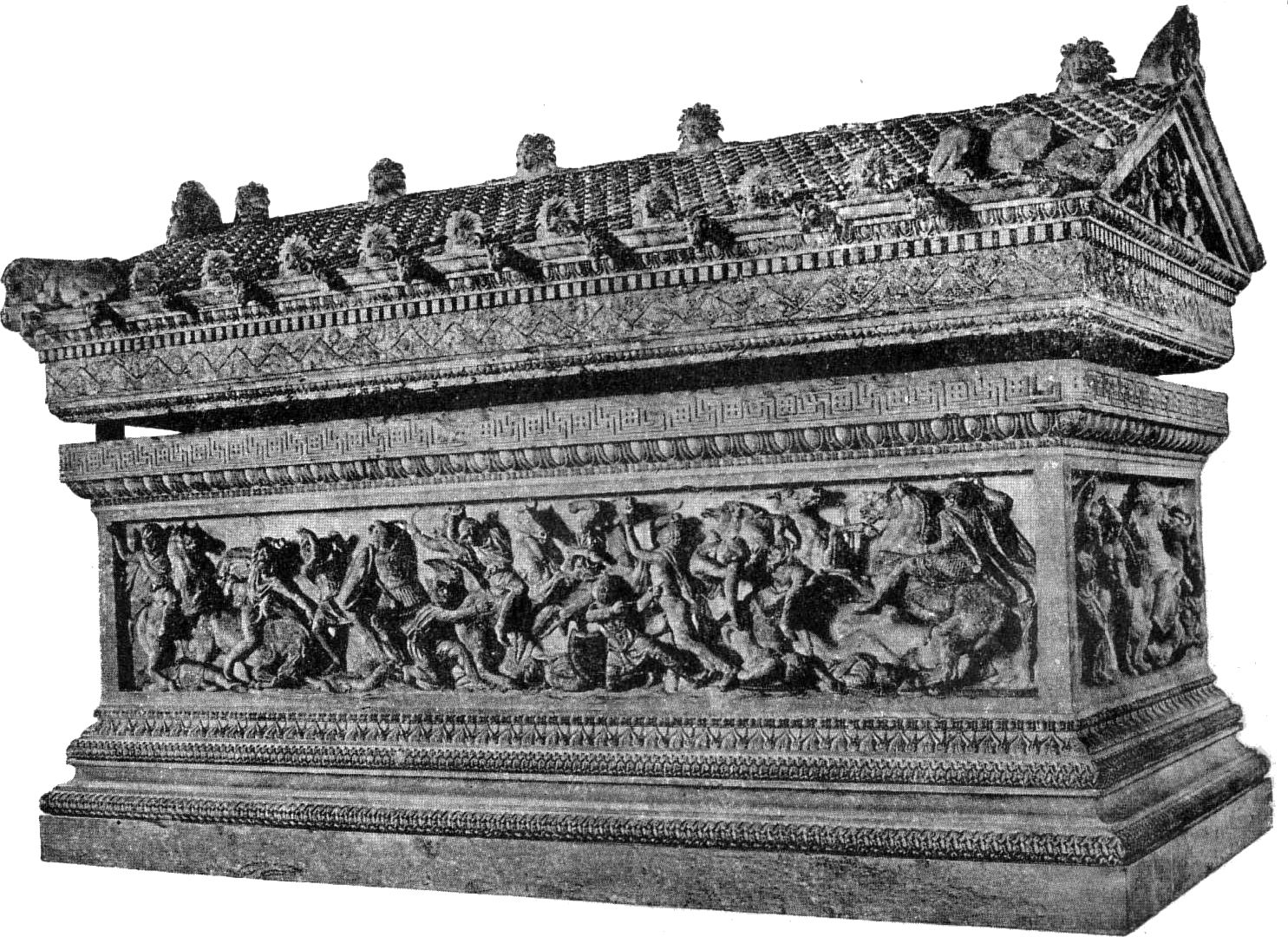
گور سنگی منسوب به اسکندر در موزه باستان شناسی استانبول

تابوت اسکندر یک گور سنگی از اواخر قرن چهارم قبل از میلاد است که متعلق به عصر هلنیستی بوده و از گورستان سلطنتی قیاعه در نزدیکی شهر صیدا لبنان کشف شده است.
این تابوت با ‌نقش برجسته‌هایی از اسکندر مقدونی و روایت‌های داستانی و اساطیری تزئین شده است. این اثر به‌طور قابل توجهی سالم مانده و به عنوان نمونه‌ای ممتاز برای حفظ رنگ‌آمیزی متنوع شناخته می‌شود.
این تابوت در حال حاضر در مجموعه موزه باستان‌شناسی استانبول نگهداری می‌شود.
قدمت این شی به سدهٔ چهارم پیش از میلاد بازمی‌گردد و بر آن نقش‌برجستهٔ عالی در یک سو از نبرد ایسوس میان ایرانیان و سپاه اسکندر و در یک سو صحنه‌ای از همکاری ایرانیان با یونیان در صحنه شکار نقش شده‌است. رنگ‌های بازمانده بر این تابوت دان و روایت تصویری آن اطلاعات مهمی از چگونگی لباس و ابزار ایرانیان در نبرد را مشخص می‌نماید.

## پیشینه

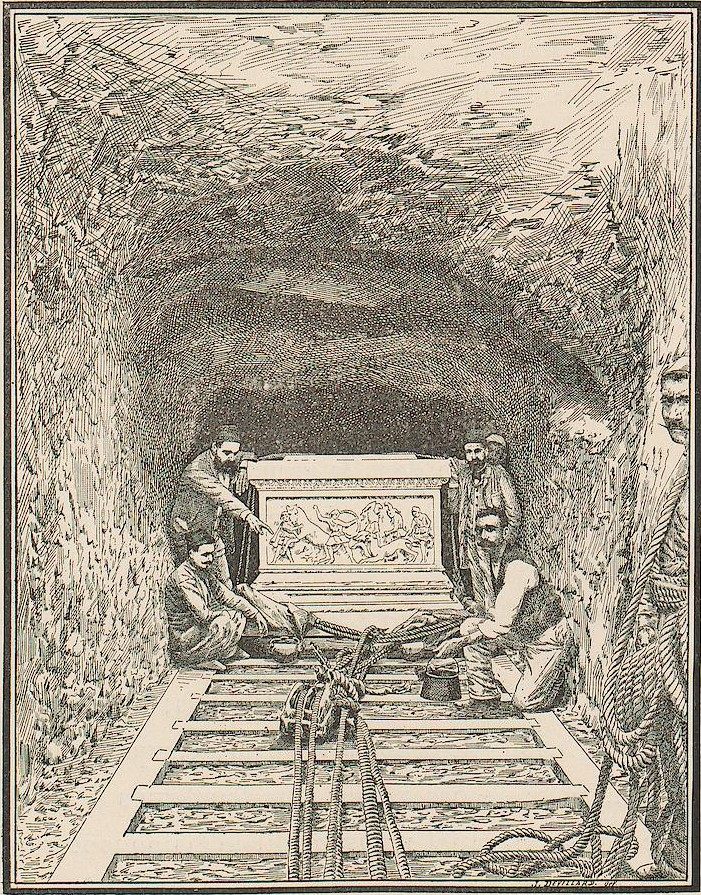
یک نقاشی از کشف تابوت‌دان.

این تابوت یکی از گورهای سنگی است که طی اکتشافات باستان‌شناسی به سرپرستی عثمان حمدی‌بیگ و ایروان وسکان از ترکیه در شهر مردگان نزدیک صیدا لبنان در سال ۱۸۸۷ انجام شد. دربارهٔ اینکه تابوت متعلق به چه کسی است تردید وجود دارد. در ابتدا این گمان می‌رفت که مربوط به اسکندر باشد. سپس احتمال دادند که تابوت مربوط به ابدالونیموس فرماندار صیدا باشد که پس از نبرد ایسوس در ۳۳۳ پیش از میلاد توسط اسکندر منصوب شده‌است. و اما محققان متأخر بر این باورند که تابوت برای مازئوس (۳۸۵–۳۲۵ پیش از میلاد) فرماندار ایرانی بابل ساخته شده‌است. مارگارت میلر معتقد است که تابوت در همان صیدا ساخته شده‌است.

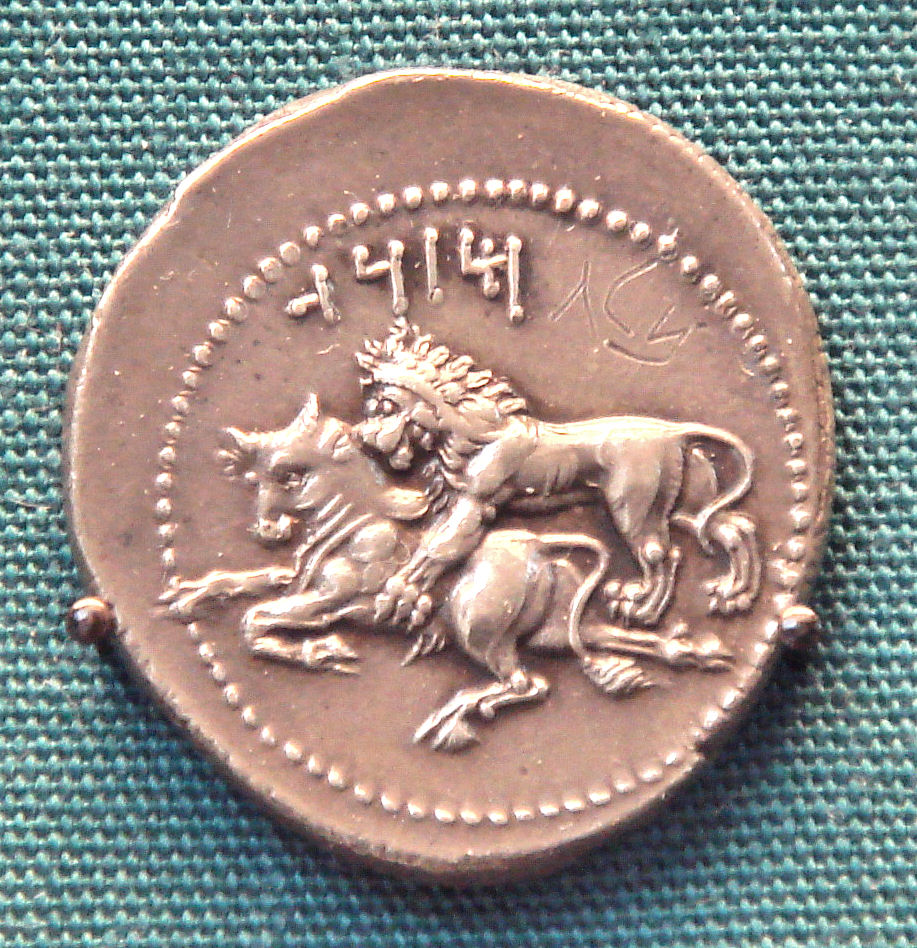
سکه‌ای که به نام مازئوس ایرانی ضرب شده و نشان شیر و گاو پارسه بر آن دیده می‌شود.

### شرح نقش‌های تابوت

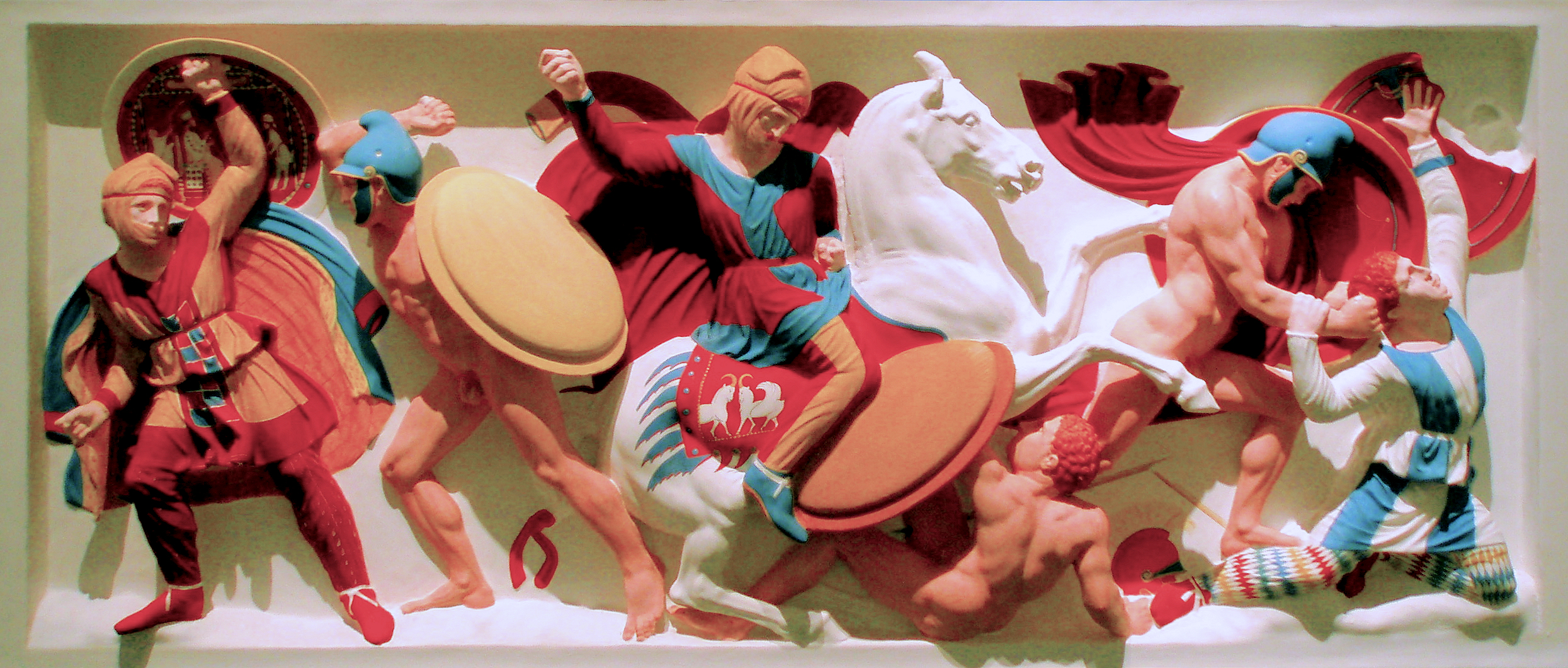
یک مدل گچی برای بازسازی نقوش و رنگ‌ها؛ در بزرگنمایی تصویر داریوش شاه را بر تخت در داخل سپر افسر ایرانی می‌بینید.

تابوت که به شکل یک معبد یونانی است از همان مرمری ساخته شده‌است که معمولاً یونانیان برای ساخت معبد به کار می‌بردند. تصویر اصلی تابوت نبرد ایسوس میان ایرانیان و یونانیان را بازنمایی می‌کند. نبردی که در ترکیه امروز اتفاق افتاد. در این صحنه لباس و ابزار ایرانیان به خوبی نمایش داده شده‌است. در درون سپر یکی از سپاهیان ایران تصویر کامل شاه ایران بر تخت درست به همان شکل که در تخت جمشید دیده می‌شود کشیده شده‌است. نیزه‌ها، کمان‌ها و شمشیرها از جنس دیگری بوده‌است که هم‌اکنون در تابلو دیده نمی‌شود. در کنار این تابوت مدلی گچی از بازسازی رنگ‌های تابوت قرار دارد که دقیقاً نقش‌ها و رنگ‌های آن را نشان می‌دهد. چیزی که عجیب است برهنه بودن سربازان یونانی در صحنه پیکار است در حالی که پوشیده بودن خود اسکندر و هفستیون سوار بر اسب نشان می‌دهد که هدف از این نقش وصف اسطوره‌ای نبوده‌است. پس باید نتیجه بگیریم که سربازان یونانی واقعاً در کارزار برهنه بوده‌اند. صحنه این نبرد با نگاره نبرد ایسوس که از خانه‌ای در ناپل به دست آمده قابل مقایسه‌است.
در برابر این صحنه تهاجمی در سوی دیگر تابوت صحنه‌ای نقش شده‌است که سپاهیان اسکندر را در حال شکار شیر با ایرانیان و ابدالونیموس نشان می‌دهد.
یک انتهای کوچک تابوت نبرد غزه در سال ۳۱۲ پیش از میلاد را نشان می‌دهد و انتهای دیگر صحنه‌ای از شکار پلنگ توسط پارسیان را می‌نمایاند.
از دیگر هنرهای تلفیقی قابل توجه بر این تابوت نگاره‌های فوقانی گرداگرد آن است. در عکس مشاهده می‌شود که نماد گردونه مهر ایرانی با نمادهای یونانی تلفیق شده‌است.

## نگارخانه

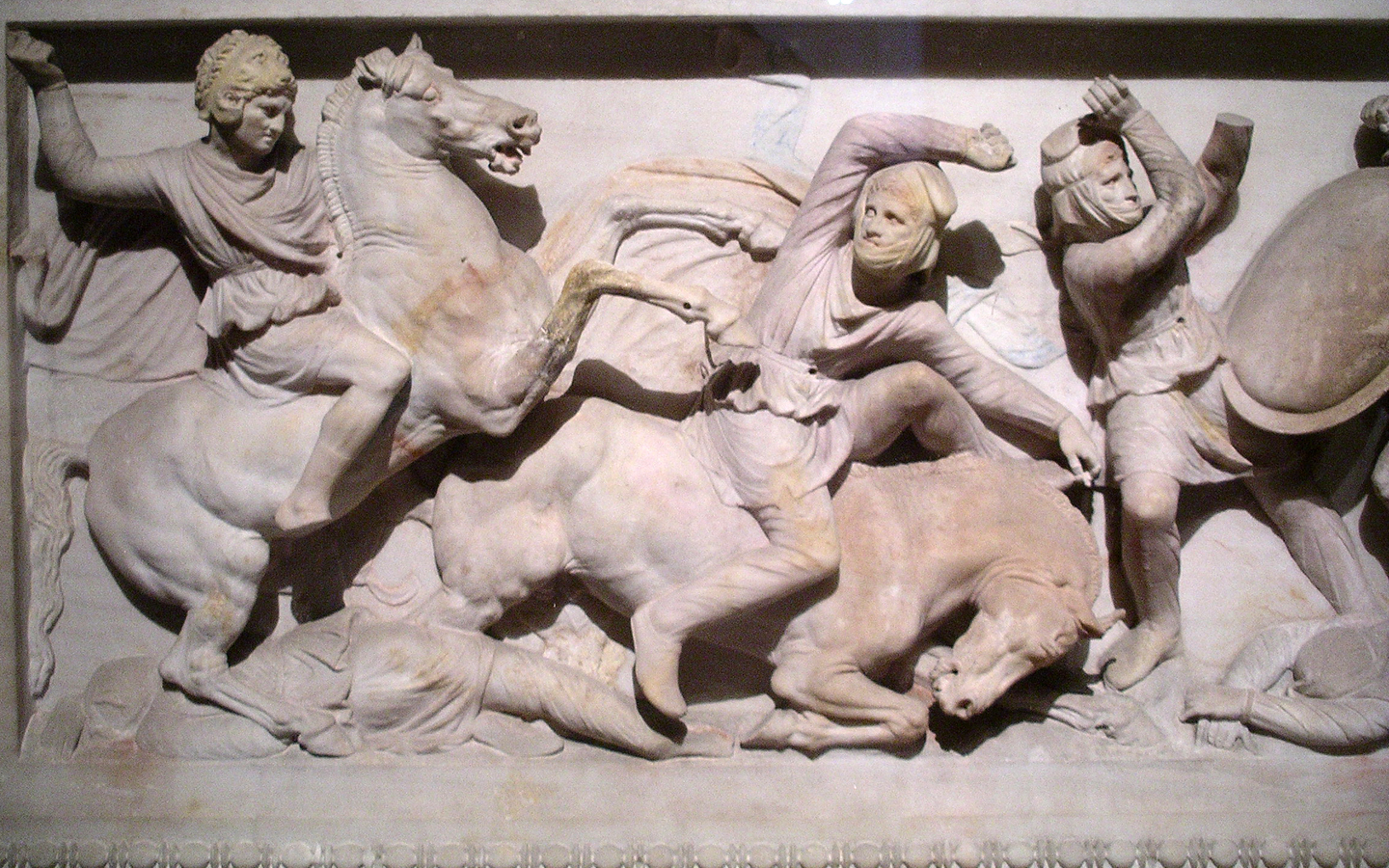
صحنه نبرد یک سوار مقدونی (به احتمال زیاد اسکندر) با یک سوار هخامنشی.
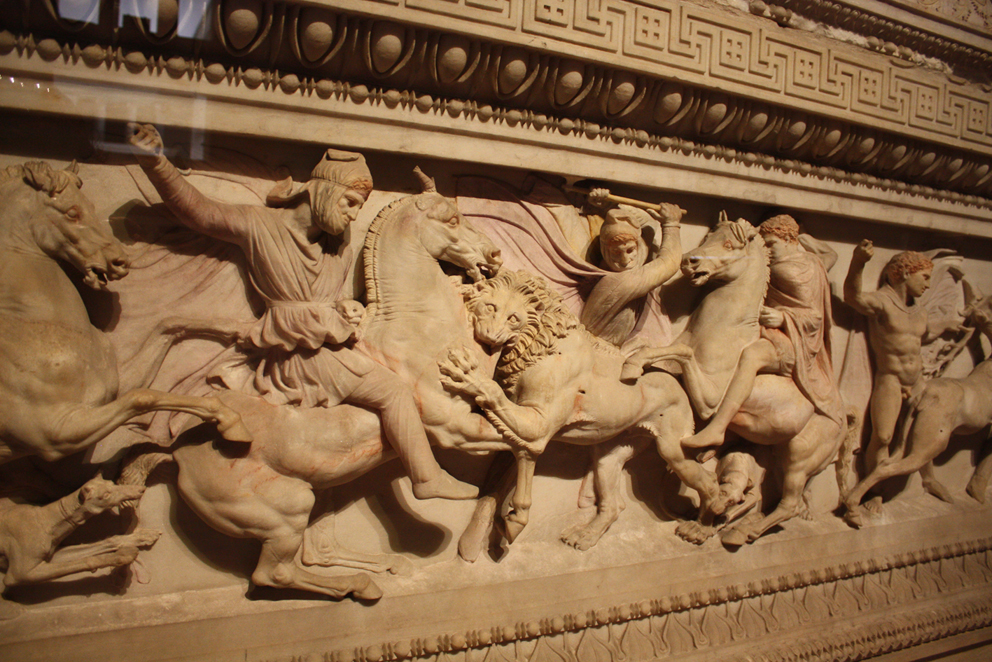
صحنه شکار شیر توسط ایرانیان و مقدونیان.
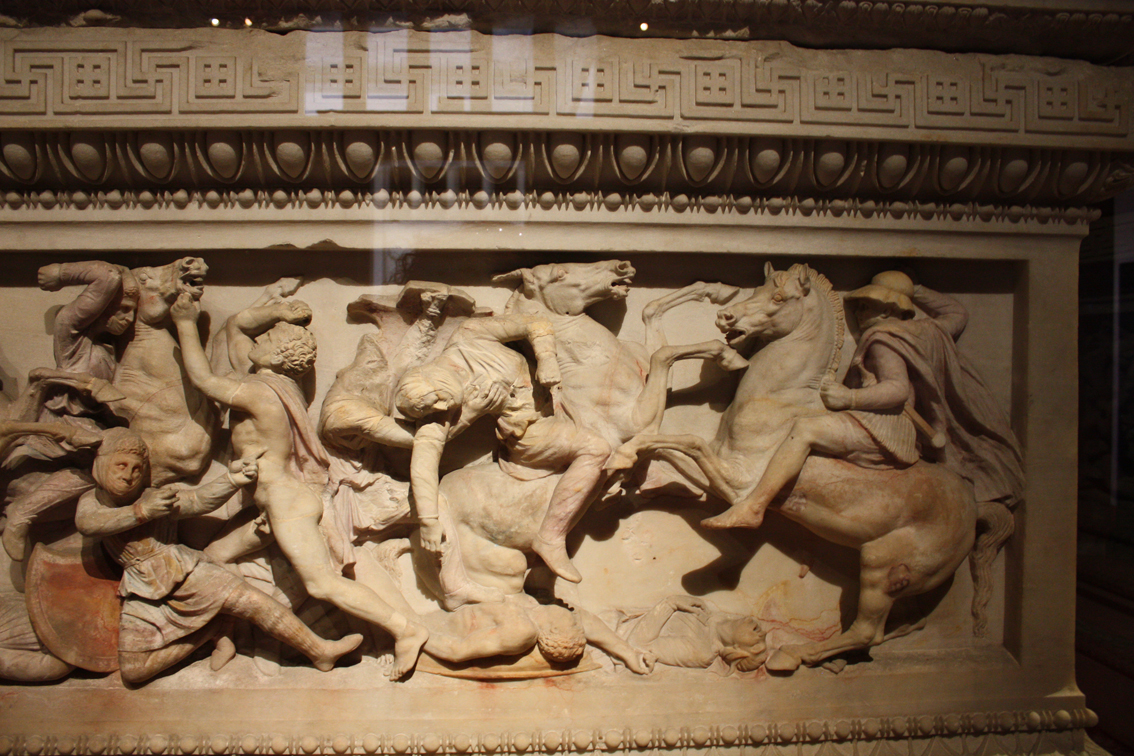
صحنه پیکار ایرانیان و مقدونیان.